# Polorejnoci
Polorejnoci (Squatiniformes) jsou monotypický řád paryb zahrnující monotypickou čeleď polorejnokovití (Squatinidae) a jediným rodem polorejnok (Squatina). Řadí se ke žralokům, ale jsou velmi netypičtí, protože se vzhledem podobají rejnokům. Oproti rejnokům však polorejnoci mají žaberní štěrbiny na boční straně těla (rejnoci na břišní straně) a jejich prsní ploutve nesrůstají s hlavou jako u rejnoků. 

## Výskyt
Polorejnoci se vyskytují v mořích mírného až tropického pásu v Atlantském, Tichém a jihozápadní části Indického oceánu. Vyskytují se hlavně v pobřežních mělčích vodách pevninských šelfů a svahů do  hloubek nejméně 1400 m.

## Popis
Tělo je dorzoventrálně velmi zploštělé. Tlama je umístěna na spodní straně těla, oči jsou na horní straně. Za očima bývá umístěno velké spirakulum. Prsní ploutve jsou extrémně zvětšené, pánevní ploutve jsou menší. Jak prsní, tak pánevní ploutve rostou horizontálně. Ocasní ploutev je na žraloky značně nezvyklá, jelikož horní lalok je kratší než dolní. Polorejnoci mají dvě hřbetní ploutve bez trnů, řitní ploutev chybí. Mají pět žaberních štěrbin. Nosní dírky jsou na konci rypce, kolem nich se nachází vousky. Délka těla dosahuje nejčastěji do délky 1,5 m, nejvýš 2,4 m u polorejnoka křídlatého. Zatímco horní část těla může mít výrazné vzorce, spodní stran bývá čistě světlá.
Jak již název řádu i jednotlivých taxonů napovídá, polorejnoci jsou značně podobní rejnokům. Od nich se však liší hlavě tím, že jejich prsní ploutve nejsou vpředu srostlé s hlavou, pět párů žaberních štěrbin je umístěno po stranách hlavy a ne na vetrnální (břišní) straně jako u rejnoků.

## Ekologie a chování
Zploštění těla polorejnoků je patrně adaptací na žití při dně. Typicky obývají bahnitá dna, na kterých nehybně leží pod nánosem bahna, pouze oči a spirakulum bývají odkryté. Tímto způsobem číhají na kořist, kterou v případě příležitosti dokáží rychle chňapnout díky vysoce flexibilnímu krku. Do jejich jídelníčku patří menší kostnaté ryby, korýši, krakatice, plži a mlži. Jsou živorodí. Embrya se v těle samice vyživují ze žloutkového váčku, který před samotným porodem absorbují. V jednom vrhu bývá 1–25 mláďat.

## Vztah k lidem a ohrožení
Polorejnoci nejsou člověku nebezpeční. Jejich maso je v některých státech vysoce ceněno pro výbornou chuť a polorejnoci tak bývají hojně loveni. Vedle masa se zpracovává i jejich olej a kůže. Vzhledem k pobytu při dně jsou polorejnoci zvláště náchylní na tralování při dně. Následkem masivního rybolovu polorejnoků je řada druhů hodnocena jako kriticky ohrožených a žádný jiný žraločí řád nemá tolik kriticky ohrožených zástupců jako polorejnoci.
V ohrožení jsou i populace tří druhů ze Středozemního moře (polorejnok obecný, okatý a křídlatý), jejichž populace klesly o více než polovinu následkem nadměrného cíleného i nechtěného (bycatch) rybolovu.

## Systematika
Počátky řádu polorejnoků spadají již do pozdní jury do doby někdy před 160 miliony lety. Sesterským taxonem polorejnoků jsou patrně šedouni (Hexanchiformes). Vnitřní systematika polorejnoků je neustále v pohybu. Je známa celá řada dosud nepopsaných druhů. V roce 2016 se uvádělo 22 popsaných druhů, nicméně od té doby bylo popsáno hned několik nových zástupců jako je Squatina leae ze Saya de Malha (severovýchodně od Madagaskaru). Řada druhů si je přitom morfologicky extrémně podobná i přesto, že mají překrývající se areál výskytu, což je docela nezvyklé, protože ke speciaci typicky dochází u geograficky oddělených populací nebo u populací obývající rozdílná stanoviště. V rámci polorejnoků (Squatiniformes) je známa pouze jedna čeleď polorejnokovití (Squatinidae ) a rod Squatina (polorejnok).
- řád Squatiniformes – polorejnoci
  - čeleď Squatinidae – polorejnokovití
    - rod Squatina – polorejnok
      - Squatina aculeata G. Cuvier, 1829 – polorejnok obecný
      - Squatina africana Regan, 1908 – polorejnok africký
      - Squatina albipunctata Last & W. T. White, 2008
      - Squatina argentina (Marini, 1930) – polorejnok stříbřitý
      - Squatina armata (Philippi {Krumweide}, 1887)
      - Squatina australis Regan, 1906 – polorejnok portjacksonský
      - Squatina caillieti J. H. Walsh, Ebert & Compagno, 2011[11]
      - Squatina californica Ayres, 1859 – polorejnok kalifornský
      - Squatina david Acero P, Tavera Vargas, Anguila-Gómez & Hernández-Beracasa, 2016[12]
      - Squatina dumeril Lesueur, 1818 – polorejnok americký
      - Squatina formosa S. C. Shen & W. H. Ting, 1972 – polorejnok tajvanský
      - Squatina guggenheim Marini, 1936 – polorejnok Guggenheimův
      - Squatina heteroptera Castro-Aguirre, Espinoza-Pérez & Huidobro-Campos, 2007
      - Squatina japonica Bleeker, 1858 – polorejnok japonský
      - Squatina leae Weigmann, Vaz, Akhilesh, Leeney & Naylor 2023[10]
      - Squatina legnota Last & W. T. White, 2008
      - Squatina mapama Long, Ebert, Tavera, Pizarro, and Robertson, 2021
      - Squatina mexicana Castro-Aguirre, Espinoza-Pérez & Huidobro-Campos, 2007
      - Squatina nebulosa Regan, 1906 – polorejnok tmavý
      - Squatina occulta Vooren & K. G. da Silva, 1991 – polorejnok brazilský
      - Squatina oculata Bonaparte, 1840 – polorejnok okatý
      - Squatina pseudocellata Last & W. T. White, 2008
      - Squatina punctata Marini 1936
      - Squatina squatina (Linnaeus, 1758) – polorejnok křídlatý
      - Squatina tergocellata McCulloch, 1914 – polorejnok jihoaustralský
      - Squatina tergocellatoides J. S. T. F. Chen, 1963 – polorejnok východočínský
      - Squatina varii Vaz & Carvalho, 2018[13]

Ukázka druhové rozmanitosti
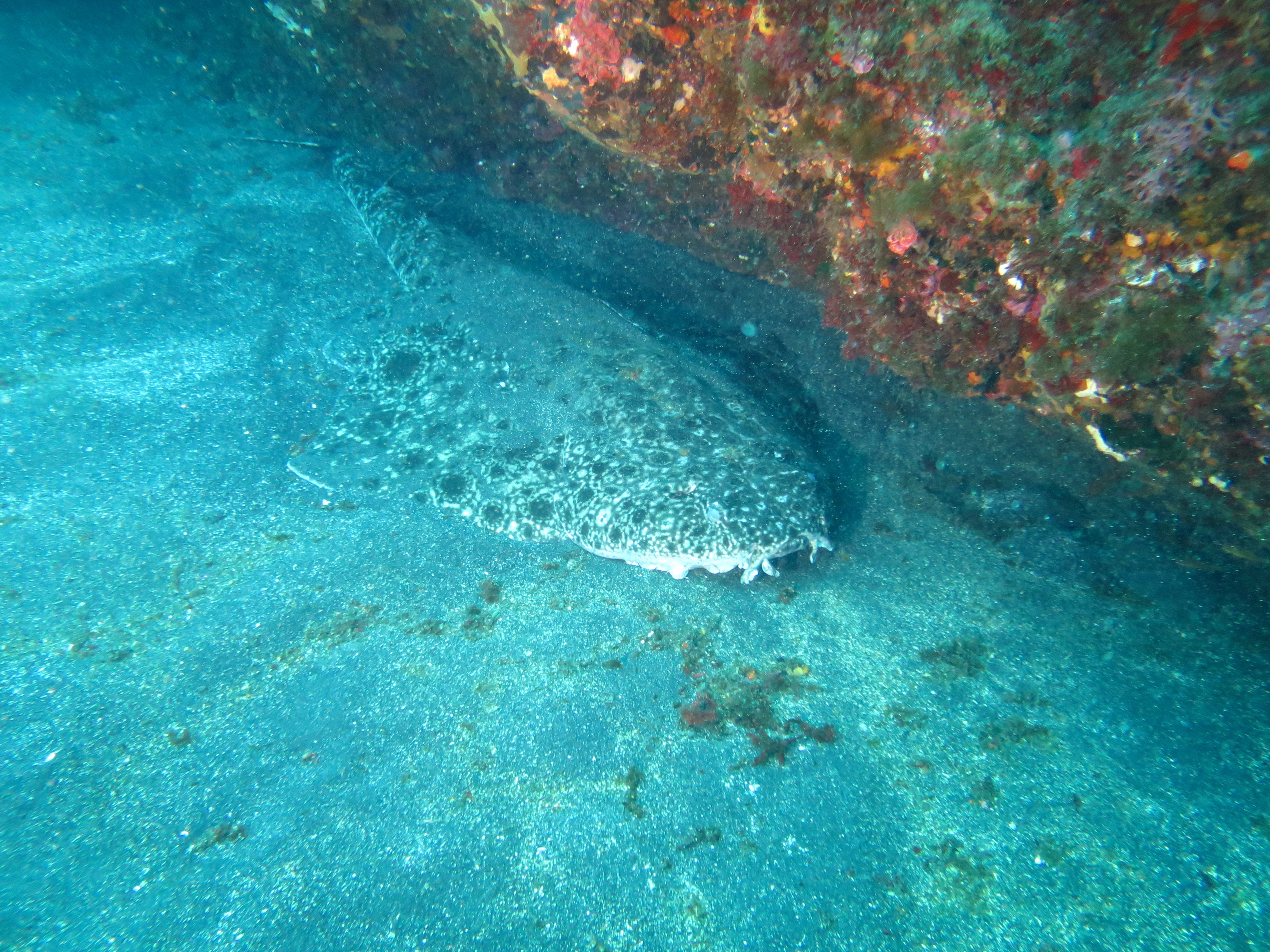
Squatina nebulosa
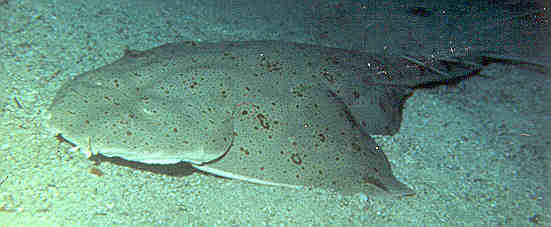
Squatina californica
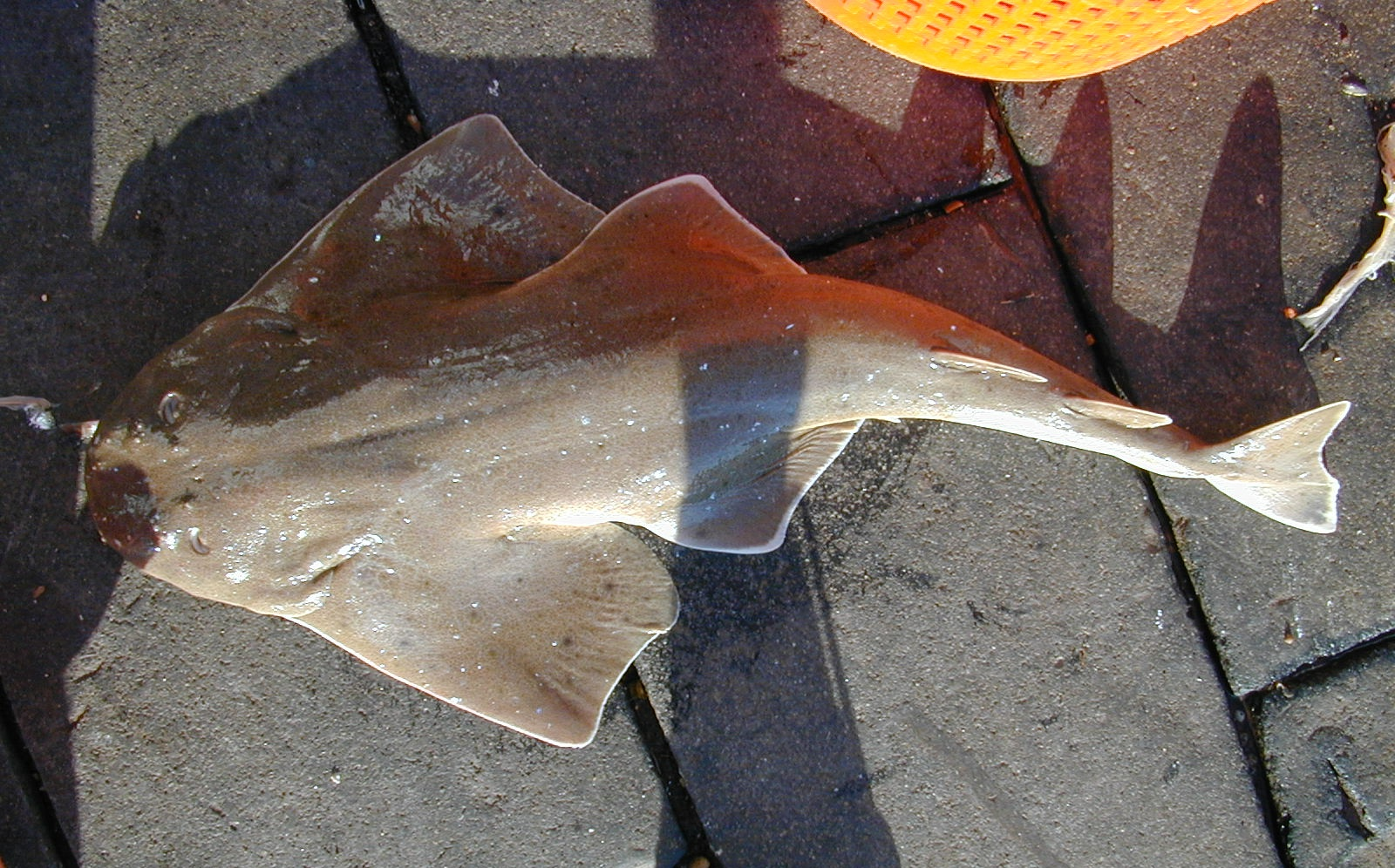
Squatina dumeril
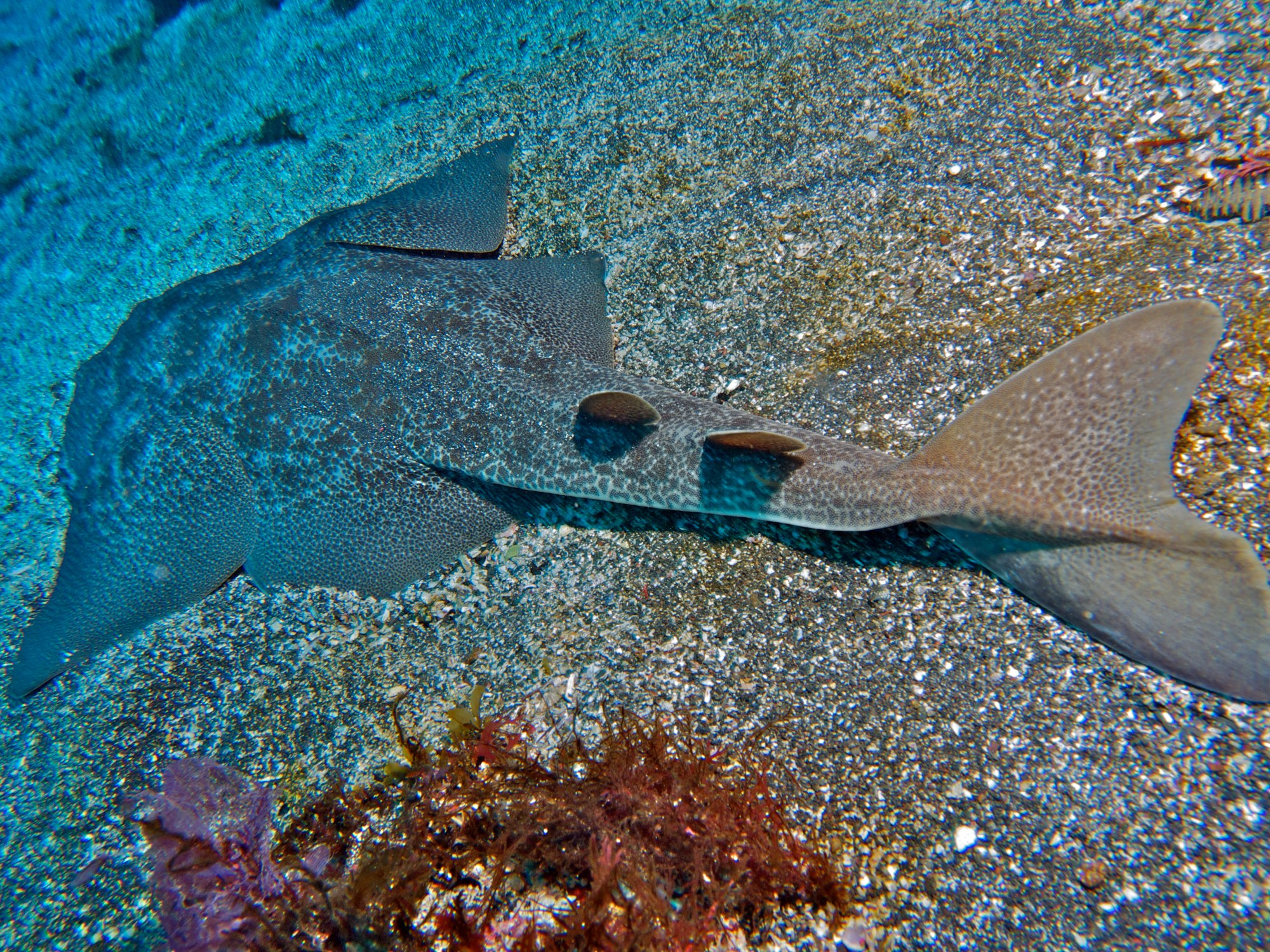
Squatina japonica
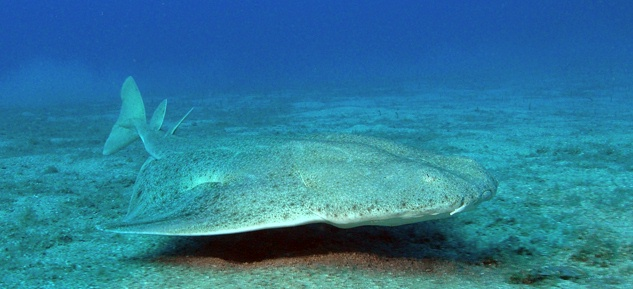
Squatina squatina